# Heart and Soul (AAA單曲)
「Heart and Soul」是日本的音樂团体AAA的第23张单曲。2010年1月27日由avex trax发售。

## 概要
- 「Heart and Soul」是TBS電視台節目「にうすざんす」的主題曲。
- 「淚之絆」是成員宇野實彩子和伊藤千晃主唱。與前三作相同，單曲中有一首歌曲是由女子組成員擔任主唱。（a piece of my word
 - Summer Revolution - Find you - 淚之絆）
- 「TWO ROADS」是成員西島隆弘和日高光啓出演的電影「再見，總有一天」的插曲，由日高光啓主唱。
- DVD（Jacket A）收錄的『Heart and Soul（Making）』與專輯「HEARTFUL」所收錄的是不同。
- 在2月8日於公信榜单曲週排行榜取得第3位

## 收录内容

### CD+DVD（Jacket A）
CD
1. Heart and Soul
（作詞：leonn 作曲：齋藤真也 Rap詞：日高光啓）
2. 淚之絆（涙のキズナ）
（作詞：leonn & BOUNCEBACK 作曲：BOUNCEBACK）
3. TWO ROADS
（作詞・作曲：石田匠）
4. Heart and Soul（Instrumental）
5. 淚之絆（Instrumental）

DVD
1. Heart and Soul（Video Clip）
2. Heart and Soul（Making）

### CD+DVD（Jacket B）
CD
1. Heart and Soul
2. 淚之絆
3. TWO ROADS
4. Heart and Soul（Instrumental）
5. 淚之絆（Instrumental）

DVD
1. Break Down-The Digest of AAA 4th Anniversary LIVE-
2. VARIETY MOVIE -AAA秘密俱樂部-四-

### CD ONLY （Jacket C）
1. Heart and Soul
2. 淚之絆
3. TWO ROADS
4. Heart and Soul（ArmySlick's bavtronic mix）
5. Heart and Soul（Instrumental）
6. 淚之絆（Instrumental）